# Il pane perduto
Il pane perduto  è un romanzo autobiografico di Edith Bruck pubblicato in Italia nel 2021 dall'editore La nave di Teseo.

## Trama
(Nelo Risi)
Un racconto della sua vita. Da bambina la portò a vivere la tragedia della deportazione nei campi di Auschwitz, Dachau, Bergen-Belsen, in cui persero la vita la madre, il fratello e il padre.
Sopravvissuta con la sorella, il ritorno alla vita.  Il non riuscirci anche tra quei suoi familiari che non avevano conosciuto la realtà del lager. 
Un viaggio, da Israele, ove non si inserì, e poi in diverse capitali europee e finalmente il riconciliarsi con sé con la sua nuova vita in Italia, dove ha lavorato, si è fermata a vivere e si sposò con Nelo Risi.
Una testimonianza, una memoria come pane quotidiano e un interrogarsi sulla vita, sul futuro, in una finale, intensa, profonda lettera a Dio.

## Sommario
- Epigrafe
- La bambina scalza
- 11152
- Nuova vita
- La realtà
- La fuga
- Uno, due, tre, uno, due, tre...
- Lettera a Dio
- Nota al testo

## Edizioni
- Edith Bruck, Il pane perduto, La nave di Teseo, 2021, ISBN 978-8834604519.